# Caloptilia nobilella
Caloptilia nobilella là một loài bướm đêm thuộc họ Gracillariidae. Nó được tìm thấy ở Macedonia và Istria.
Ấu trùng ăn Laurus nobilis. Chúng ăn lá nơi chúng làm tổ.